# Kvantum-összefonódás
A kvantum-összefonódás az a jelenség a kvantummechanikában, amikor két objektum kvantumállapota között összefüggés van olyan értelemben, hogy a teljes rendszer kvantumállapotát nem lehet a részrendszerek kvantumállapotának megadásával leírni. Összefonódás fennállhat egymástól térben távol eső objektumok között is.

## Tiszta állapotok
Tiszta állapotok esetén az összefonódás azt jelenti, hogy a rendszer nem szorzatállapotban van, vagyis
állapotvektora nem írható le a részrendszerek állapotvektorainak a szorzataként.
Tekintsünk példaként egy két, A és B kétállapotú rendszerekből álló összetett rendszert.
A rendszerek két-két lehetséges tiszta állapotát jelölje {\displaystyle |0\rangle _{A}}, {\displaystyle |1\rangle _{A}},
{\displaystyle |0\rangle _{B}} és {\displaystyle |1\rangle _{B}}.
Szeparálható- vagy szorzatállapot például a
{\displaystyle |\Psi _{1}\rangle =|0\rangle _{A}\otimes |1\rangle _{B}}
állapot. Ez azt az állapotot jelöli, amikor az A rendszer {\displaystyle |0\rangle _{A}}, 
a B rendszer {\displaystyle |1\rangle _{B}} állapotban van. Ebben az állapotban az összefonódás mértéke 0.
A következő állapot azonban összefonódott: 
{\displaystyle |\Psi _{2}\rangle ={\frac {1}{\sqrt {2}}}(|0\rangle _{A}\otimes |1\rangle _{B}+|1\rangle _{A}\otimes |0\rangle _{B}).}
Ez az állapot nem áll elő két, A és B beli, 
{\displaystyle |\Psi _{a}\rangle =a_{0}|0\rangle _{A}+a_{1}|1\rangle _{A}}
{\displaystyle |\Psi _{b}\rangle =b_{0}|0\rangle _{B}+b_{1}|1\rangle _{B}}
alakú állapotok szorzataként. Valóban, ezek szorzata 
{\displaystyle |\Psi _{a}\rangle \otimes |\Psi _{b}\rangle =(a_{0}|0\rangle _{A}+a_{1}|1\rangle _{A})\otimes (b_{0}|0\rangle _{B}+b_{1}|1\rangle _{B})=}
{\displaystyle =a_{0}b_{0}|0\rangle _{A}\otimes |0\rangle _{B}+a_{0}b_{1}|0\rangle _{A}\otimes |1\rangle _{B}+a_{1}b_{0}|1\rangle _{A}\otimes |0\rangle _{B}+a_{1}b_{1}|1\rangle _{A}\otimes |1\rangle _{B}.}
Mivel ez a 4 szorzatállapot, 
{\displaystyle |0\rangle _{A}\otimes |0\rangle _{B}}, 
{\displaystyle |0\rangle _{A}\otimes |1\rangle _{B}}, 
{\displaystyle |1\rangle _{A}\otimes |0\rangle _{B}} és 
{\displaystyle |1\rangle _{A}\otimes |1\rangle _{B}}
bázist alkot a két rendszert leíró 4 dimenziós Hilbert-térben, 
az együtthatókra fennáll az
{\displaystyle a_{0}b_{0}=0}
{\displaystyle a_{0}b_{1}={\frac {1}{\sqrt {2}}}}
{\displaystyle a_{1}b_{0}={\frac {1}{\sqrt {2}}}}
{\displaystyle a_{1}b_{1}=0}
egyenletrendszer, amelynek nincsen megoldása.

## Kevert állapotok
Kevert állapotok esetén a rendszer összefonódott, ha nem szeparálható, azaz ha sűrűségmátrixa nem írható le 
szorzatállapotok keverékeként
{\displaystyle \rho =\sum _{k}p_{k}\rho _{k}^{(1)}\otimes \rho _{k}^{(2)}}
ahol
{\displaystyle \sum _{k}p_{k}=1,}
és {\displaystyle p_{k}\geq 0}. Itt {\displaystyle \rho } a teljes rendszer sűrűségmátrixa, míg {\displaystyle \rho _{k}^{(1)}} és 
{\displaystyle \rho _{k}^{(2)}} az első, illetve a második részrendszerhez tartozó sűrűségmátrixok.
A maximálisan kevert állapotot szokás teljesen kevert állapotnak is hívni. Sűrűségmátrixa:
{\displaystyle \rho =I/d},
ahol {\displaystyle I} az egységmátrix és {\displaystyle d} a rendszer dimenziója. Erre az állapotra, minden operátor várható értéke a mátrix nyomával arányos
{\displaystyle \langle A\rangle ={\rm {trace}}(A)/d}.
A maximálisan kevert állapot tisztasága minimális
{\displaystyle {\rm {trace}}(\rho ^{2})=1/d.}
Ennek megfelelően a lineáris entrópiája maximális
{\displaystyle S_{\rm {lin}}(\rho )=1-{\rm {trace}}(\rho ^{2})=(d-1)/d.}
A maximálisan kevert állapot Neumann-entrópiája is maximális
{\displaystyle S(\rho )=-{\rm {trace}}(\rho \log \rho )=\log d.}

## Alkalmazása
A kvantum-összefonódás a kvantuminformatika egyik alapvető fogalma. Mint erőforrás lehetővé teszi, hogy
kvantuminformatikai algoritmusok (például kvantumteleportáció) nagyobb hatékonysággal működjenek, mintha összefonódás nem állna rendelkezésre.
Másrészt annak eldöntése, hogy egy kvantumállapot szeparálható-e vagy összefonódott, fontos elméleti probléma, amivel az utóbbi évtizedben számos tudományos közlemény foglalkozik.